# Aïn Beïda
Aïn Beïda (em árabe: عين البيضاء) é uma comuna localizada na província de Oum El Bouaghi, Argélia. Segundo o censo de 2008, a população total da cidade era de 118 662 habitantes.